# Heinrich Fassbender
Pour les articles homonymes, voir Fassbender.
Heinrich Fassbender, né le 24 mai 1899 à Solingen et mort le 22 juin 1971 à Rotenburg an der Fulda, est un homme politique allemand qui est passé par divers partis, la plupart à droite ou extrême-droite.

## Parcours
Après avoir terminé ses études, Fassbender a d'abord travaillé comme agriculteur et à partir de 1931 comme copropriétaire d'une entreprise d'aliments pour animaux.
Fassbender a rejoint le Parti populaire national allemand (DNVP), classé à droite et extrême droite, en 1919. Aux élections du Reichstag en 1928, il se présente à la troisième place sur la liste du DNVP pour la circonscription de la Province de Hesse-Nassau et de l'État libre de Waldeck, mais n'est pas élu.
Il est passé au Parti national-socialiste des travailleurs allemands (NSDAP) le 1er octobre 1931, il est probable qu'il ait quitté le parti le 16 novembre 1932.
En 1945, il fonde avec Heinrich Leuchtgens le Parti national-démocrate de Hesse (NDP}, mais rejoint le Parti libéral-démocrate (FDP) en 1946, alors connu sous le nom de LDP de Hesse. Il rejoint le Parti allemand (DP) le 17 novembre 1955, avant que l'aile ministérielle  du FDP, restée au gouvernement, ne démissionne.
Le 21 septembre 1962, rejoint par des personnalités politiques aux mêmes idées politiques il rétablit le DNVP. Lors de sa refondation en 1964, il fusionnera ce petit parti national-conservateur dans le NPD, dont il était vice-président fédéral. En 1966, il devient président du NPD de la Hesse. Le 7 novembre 1969, Fassbender finit par quitter le parti et le groupe parlementaire après n'avoir pas reçu de place éligible sur la liste pour les élections nationales qui approchaient.

### Mandats
Fassbender a été député du Landtag de Hesse de 1946 au 12 février 1948, date à laquelle il a démissionné de son mandat parce qu'il a été élu député de Hesse du conseil économique de la Bizone (jusqu'en 1949). Aux élections fédérales de 1949, il est élu au Bundestag, mandat qu'il gardera jusqu'en 1957. En 1953, il est le seul candidat dans la circonscription fédérale de Waldeck (les arrondissements actuels de Cassel y Waldeck-Frankenberg). L'Union chrétienne-démocrate (CDU, droite) avait décidé de ne pas y présenter son propre candidat. Bien qu'il prétende être l'aile droite du groupe parlementaire FDP, il échoué de peu aux élections du comité exécutif du groupe parlementaire en janvier 1951.
En 1966, il retourne au Landtag de Hesse, où il fut chef du groupe parlementaire NDP jusqu'au 10 juin 1969. Après les élections régionales de 1970 en Hesse, il a quitté le Landtag.
En 1952, il devient Président du conseil de l'arrondissement de Rotenburg (disparu en 1972 pour former l'arrondissement de Hersfeld-Rotenburg). Le 18 février 1956, le conseil d'arrondissement le démet à l'unanimité de ses fonctions.